# Eleição municipal de Santos em 2012
A eleição municipal de Santos em 2012 ocorreu no dia 7 de Outubro com o objetivo de eleger um prefeito, um vice-prefeito e 21 vereadores no município de Santos, no Estado de São Paulo, Brasil. O candidato à prefeitura Paulo Alexandre Barbosa, do PSDB, foi eleito no primeiro turno com 57,91% dos votos válidos, tendo como vice Eustázio Alves Pereira Filho, do PTB. O prefeito disputou com Telma de Souza (PT), Sérgio Aquino (PMDB), Professor Fabião (PSB), Beto Mansur (PP), Eneida Koury (PSOL), Luiz Xavier (PSTU), Jama (PRTB) e Nelson Rodrigues (PSL).
Nas eleições municipais de 2012, Santos foi um dos 33 municípios brasileiros a ter o resultado definido logo no primeiro turnoe foi a primeira vez que um candidato do PSDB tomou o cargo executivo da cidade.
Dos 21 candidatos eleitos para vereadores, o mais bem votado foi Sadao Nakai, com 6.253 votos (2,72% dos votos válidos).

## Antecedentes
O prefeito anterior a Paulo Alexandre Barbosa foi João Paulo Tavares Papa -à época no PMDB, atualmente também do PSDB -, que foi reeleito no primeiro turno das eleições municipais de 2008 com 77,22% dos votos válidos, contra 13,24% da segunda colocada, a candidata petista Maria Lúcia Prandi.
Desde do começo o candidato já mostrava preferência dos eleitores. Na pesquisa realizada pelo Ibope/TV Tribuna no início da campanha, em julho, Papa estava com 58% das intenções de votos. Nos levantamentos seguintes, ele foi consolidando sua posição na liderança subindo cada vez mais nas pesquisas, com 67% em agosto e 72% em setembro.

## Eleitorado
```
Na eleição de 2012, 81,92% dos santistas compareceram às urnas; entre o total de votos apurados (270.060), houve 250.089 válidos (92,60%), 6.966 brancos (2,58%) e 13.005 nulos (4,82%).
[
6
]
```

## Candidatos
Houve nove candidatos à prefeitura em 2012: Paulo Alexandre Barbosa (PMDB), Telma de Souza (PT), Aquino (PMDB), Professor Fabião (PSB), Beto Mansur (PP), Eneida Koury (PSOL), Luiz Xavier (PSTU), Jama (PRTB) e Nelson Rodrigues (PSL).
| Número | Candidato(a)            | Vice                         | Partido | Coligação                                                     |
| ------ | ----------------------- | ---------------------------- | ------- | ------------------------------------------------------------- |
| 45     | Paulo Alexandre Barbosa | Eustázio Alves Pereira Filho | PSDB    | "Santos para todos" (PRB/PTB/PSC/PR/PPS/DEM/PHS/PTC/PRP/PSDB) |
| 13     | Telma de Souza          | Vagner Pelonha               | PT      | "Mais para Santos" (PT/PSDC)                                  |
| 15     | Sérgio Aquino           | Dr. Rubens Amaral            | PMDB    | "Santos avançando" (PDT/PMDB/PMN/PV/PPL/PSD/PC do B/PT do B)  |
| 40     | Professor Fabião        | Bruna Esteves Sá             | PSB     | (PSB)                                                         |
| 11     | Beto Mansur             | Alvaro Messas                | PP      | (PP)                                                          |
| 50     | Eneida Koury            | Bera                         | PSOL    | (PSOL)                                                        |
| 16     | Luiz Xavier             | Manuel Lopes                 | PSTU    | (PSTU)                                                        |
| 28     | Jama                    | Gustavo Reis                 | PRTB    | (PRTB)                                                        |
| 17     | Nelson Rodrigues        | Renata Benetti               | PSL     | (PSL)                                                         |

## Campanha
Paulo Alexandre Barbosa trouxe como propostas em sua campanha a revitalização da rodoviária e de armazéns do porto de Santos, a criação de um túnel que ligaria a Zona Noroeste e a Zona Leste da cidade, a construção de um terminal de passageiros no porto, a melhoria do salário dos professores, a construção de um POP (Centro de Referência Especializado para População em Situação de Rua, do Ministério do Desenvolvimento Social e Combate à Fome), a construção e ampliação de unidades de saúde e a implantação do VLT (Veículo Leve sobre Trilhos). O atual prefeito liderou as pesquisas do IBOPE desde seu início e isso serviu de motivo para o tucano ser "atacado": foi satirizado em propagandas políticas que faziam apologia ao suposto fato de que Barbosa se apropriava das ideias do governo de João Paulo Tavares Papa, o então prefeito, para conquistar os eleitores.

### Debates
A TV Tribuna, afiliada da Rede Globo em Santos, anunciou, no dia 2 de outubro daquele ano, que não realizaria o debate entre os candidatos à prefeitura da cidade. A rede de televisão afirma que, para a obtenção de um debate produtivo, deve-se ter seis candidatos à mesa; porém, não houve acordo entre os candidatos.

### Pesquisas
Em pesquisa realizada pelo Institudo Toledo & Associados, por encomenda do Jornal da Orla, de Santos revelou que Paulo Alexandre Barbosa do PSDB e Telma de Souza do PT lideram a corrida pela sucessão do prefeito João Paulo Tavares Papa do PMDB.
Foi realizado duas pesquisas nos dias 22 e 24 de maio, sendo a do dia 22 uma pesquisa espontânea (quando o entrevistador não apresenta nomes).
| Data de realização | Data de divulgação | Instituto           | Número de registro no TRE | Contratante    | Entrevistados | Margem de erro | Candidato              | Candidato           | Candidato        | Candidato         | Candidato            | Candidato           | Não sabe/ Não respondeu | Brancos e nulos |
| Data de realização | Data de divulgação | Instituto           | Número de registro no TRE | Contratante    | Entrevistados | Margem de erro | Paulo Alexandre (PSDB) | Telma de Souza (PT) | Beto Mansur (PP) | Prof. Fabão (PSB) | Sérgio Aquino (PMDB) | Eneida Koury (PSOL) | Não sabe/ Não respondeu | Brancos e nulos |
| ------------------ | ------------------ | ------------------- | ------------------------- | -------------- | ------------- | -------------- | ---------------------- | ------------------- | ---------------- | ----------------- | -------------------- | ------------------- | ----------------------- | --------------- |
| 22 de maio de 2012 | 26 de maio de 2012 | Toledo e Associados | SP - 00036/2012           | Jornal da Orla | 400           | ± 3,5%         | 13,4%                  | 9,3%                | 5,7%             | 0,4%              | 1,1%                 | 0,4%                | 57,1%                   | 9,2%            |
| 24 de maio de 2012 | 26 de maio de 2012 | Toledo e Associados | SP - 00036/2012           | Jornal da Orla | 400           | ± 3,5%         | 32,9%                  | 27,2%               | 14,5%            | 2,5%              | 2,1%                 | 0,6%                | 11,9%                   | 7,3%            |

## Resultados

### Prefeito
No dia 7 de outubro, Paulo Alexandre Barbosa foi eleito com 57,91% dos votos válidos.
| Candidato(a)                   | Vice                               | 1º Turno 7 de outubro de 2012 | 1º Turno 7 de outubro de 2012 |
| Candidato(a)                   | Vice                               | Votação                       | Votação                       |
| Candidato(a)                   | Vice                               | Total                         | Porcentagem                   |
| ------------------------------ | ---------------------------------- | ----------------------------- | ----------------------------- |
| Paulo Alexandre Barbosa (PSDB) | Eustázio Alves Pereira Filho (PTB) | 144.827                       | 57,91%                        |
| Telma de Souza (PT)            | Vagner Pelonha (PSDC)              | 41.623                        | 16,64%                        |
| Aquino (PMDB)                  | Dr. Rubens Amaral (PDT)            | 29.267                        | 11,70%                        |
| Prof. Fabião (PSB)             | Bruna Esteves Sá (PSB)             | 20.221                        | 8,09%                         |
| Beto Mansur (PP)               | Alvaro Messas (PP)                 | 8.775                         | 3,51%                         |
| Eneida Koury (PSOL)            | Bera (PSOL)                        | 2.510                         | 1,00%                         |
| Luiz Xavier (PSTU)             | Samuel Lopes (PSTU)                | 1.131                         | 0,45%                         |
| Jama (PRTB)                    | Gustavo Reis (PRTB)                | 1.120                         | 0,45%                         |
| Nelson Rodrigues (PSL)         | Renata Benetti (PSL)               | 615                           | 0,25%                         |
| Total de votos válidos         | Total de votos válidos             | 250.089                       | 92,60%                        |
| Votos em branco                | Votos em branco                    | 6.966                         | 2,58%                         |
| Votos nulos                    | Votos nulos                        | 13.005                        | 4,82%                         |
| Total                          | Total                              | 270.060                       | 100%                          |
| Abstenções                     | Abstenções                         | 59.583                        | 18,08%                        |
| Votos apurados                 | Votos apurados                     | 270.060                       | 100%                          |
| Total de eleitores             | Total de eleitores                 | 329.643                       | 100%                          |

### Vereador
Todos os 21 vereadores eleitos em 2012 são homens e mais da metade são da coligação de Paulo Alexandre Barbosa. Dos 270.060 votos apurados, 239.081 foram válidos (88,53%), 15.625 brancos (5,79%) e 15.354 nulos (5,69%). Houve 59.583 abstenções (18,08%).
| Resultado da eleição para a Câmara Municipal de Santos em 2012 por candidato eleito | Resultado da eleição para a Câmara Municipal de Santos em 2012 por candidato eleito | Resultado da eleição para a Câmara Municipal de Santos em 2012 por candidato eleito | Resultado da eleição para a Câmara Municipal de Santos em 2012 por candidato eleito | Resultado da eleição para a Câmara Municipal de Santos em 2012 por candidato eleito | Resultado da eleição para a Câmara Municipal de Santos em 2012 por candidato eleito |
| Candidato                                                                           | Número                                                                              | Partido                                                                             | Votos                                                                               | Porcentagem                                                                         |                                                                                     |
| ----------------------------------------------------------------------------------- | ----------------------------------------------------------------------------------- | ----------------------------------------------------------------------------------- | ----------------------------------------------------------------------------------- | ----------------------------------------------------------------------------------- | ----------------------------------------------------------------------------------- |
| Sadao Nakai                                                                         | 45100                                                                               | PSDB                                                                                | 6.253                                                                               | 2,62%                                                                               |                                                                                     |
| Banha                                                                               | 15690                                                                               | PMDB                                                                                | 5.778                                                                               | 2,42%                                                                               |                                                                                     |
| Marcus de Rosis                                                                     | 15150                                                                               | PMDB                                                                                | 5.719                                                                               | 2,39%                                                                               |                                                                                     |
| Benedito Furtado                                                                    | 40660                                                                               | PSB                                                                                 | 4.959                                                                               | 2,07%                                                                               |                                                                                     |
| Hugo Duppre                                                                         | 45677                                                                               | PSDB                                                                                | 4.497                                                                               | 1,88%                                                                               |                                                                                     |
| Carabina                                                                            | 22222                                                                               | PR                                                                                  | 3.666                                                                               | 1,53%                                                                               |                                                                                     |
| Manoel Constantino                                                                  | 15666                                                                               | PMDB                                                                                | 3.546                                                                               | 1,48%                                                                               |                                                                                     |
| Ademir Pestana                                                                      | 45678                                                                               | PSDB                                                                                | 3.469                                                                               | 1,45%                                                                               |                                                                                     |
| Professor Kenny                                                                     | 25678                                                                               | DEM                                                                                 | 3.376                                                                               | 1,41%                                                                               |                                                                                     |
| Dr. Roberto de Jesus                                                                | 25789                                                                               | PMDB                                                                                | 3.310                                                                               | 1,38%                                                                               |                                                                                     |
| Cacá                                                                                | 45637                                                                               | PSDB                                                                                | 3.275                                                                               | 1,37%                                                                               |                                                                                     |
| Marcelo del Bosco                                                                   | 23333                                                                               | PPS                                                                                 | 3.161                                                                               | 1,32%                                                                               |                                                                                     |
| Adilson Junior                                                                      | 13688                                                                               | PT                                                                                  | 2.870                                                                               | 1,20%                                                                               |                                                                                     |
| Sergio Santana                                                                      | 14190                                                                               | PTB                                                                                 | 2.745                                                                               | 1,15%                                                                               |                                                                                     |
| Lascane                                                                             | 45777                                                                               | PSDB                                                                                | 2.730                                                                               | 1,14%                                                                               |                                                                                     |
| Douglas Gonçalves                                                                   | 25025                                                                               | DEM                                                                                 | 2.689                                                                               | 1,12%                                                                               |                                                                                     |
| Sandoval Soares                                                                     | 45645                                                                               | PSDB                                                                                | 2.375                                                                               | 0,99%                                                                               |                                                                                     |
| Dr. Evaldo Stanislau                                                                | 13654                                                                               | PT                                                                                  | 2.361                                                                               | 0,99%                                                                               |                                                                                     |
| Murilo Barletta                                                                     | 22822                                                                               | PR                                                                                  | 2.094                                                                               | 0,88%                                                                               |                                                                                     |
| Professor Igor                                                                      | 40140                                                                               | PSB                                                                                 | 1.689                                                                               | 0,71%                                                                               |                                                                                     |
| Teixeira                                                                            | 44910                                                                               | PRP                                                                                 | 1.419                                                                               | 0,59%                                                                               |                                                                                     |

## Análises
Os 100 primeiros dias de mandato foram conflituosos por conta de eventos que abalaram a população e a gestão pública. Em entrevista ao site G1, Paulo Alexandre Barbosa declarou: "Administrar uma cidade como a nossa é um desafio diário. Nós temos a responsabilidade de resolver os problemas e administrar os conflitos diariamente. São coisas naturais do exercício da função de prefeito. Quem quer ser prefeito deve estar preparado para tudo. Estamos encarando os problemas como eles devem ser encarados. Enfrentando para que a gente possa avançar e apresentar as soluções que são necessárias." Paulo e o vice-prefeito Eustázio Filho iniciaram seus mandatos no dia 1 de janeiro de 2013.